# PalatinArt.
PalatinArt. ist ein Magazin für Literatur und Kultur in der Pfalz. Sie ist Nachfolge der Chaussee.
Die Erstausgabe erschien im März 2024 im Nünnerich-Asmus-Verlag mit Förderung des Bezirksverbands Pfalz, vorgestellt wurde sie auf der Leipziger Buchmesse und im April in der Pfalzbibliothek Kaiserslautern. Es werden 2 Hefte pro Jahr herausgebracht, im Frühjahr und Herbst.
In der PalatinArt. werden generell unveröffentlichte Texte von Autorinnen und Autoren aus der Pfalz und mit Bezug dazu publiziert. Die Verlegerin Annette Nünnerich-Asmus, spezialisiert in Archäologie, will sich im Vergleich zur Chaussee breiter aufstellen und neben Beiträgen aus der Literatur und Kultur auch vermehrt historische Bezüge anbieten. Das Magazin setzt Themenschwerpunkte wie Grenzen und Demokratie. Auf der Verlags-Homepage wird Bonusmaterial angeboten, auch für solche, die es nicht ins Print-Medium schafften.
Birgit Heid vom Literarischen Verein der Pfalz äußerte sich wie folgt: „Das reich bebilderte Magazin verschafft  den Genuss der Wissensaneignung und -vertiefung, die durch zeitgenössische literarische Umsetzungen der Thematik gesteigert wird. Darüber hinaus finden sich weitere Kurztexte, Essays, Abrisse und Betrachtungen, die das Magazin abrunden.“
Folgende Autoren wirkten u. a. in den letzten Ausgaben mit: Gabriele Weingartner, Michael Dillinger, Andreas Fillibeck, Bernd Köhler, Thomas Maria Mayr, Hasan Özdemir, Wolfgang Ohler, Volker Gallé, Wolfgang Diehl, Madeleine Giese,  Karen Joisten, Klaus Kufeld, Jan Kuhlbrodt, Ruth Ratter, Karlheinz Schauder, Eva Paula Pick, Marcella Berger und Gerd Forster.
Die Startauflage betrug 1000 Exemplare.